# Clube Atlético Aliança
El Clube Atlético Aliança es un equipo de Fútbol de Brasil que actualmente se encuentra inactivo.

## Historia
Fue fundado el 15 de noviembre de 1995 en el municipio de Santana, Amapá e hizo su debut en 1998 en el Campeonato Amapaense del que salió campeón en una triangular final. y al año siguiente fue subcampeón estatal, aparte de disputar por primera vez la Copa Norte donde terminó en cuarto lugar de su grupo.
Tras estar inactivo en 2001, regresa a las competiciones en 2002, participando en tres temporadas consecutivas del Campeonato Amapaense hasta que en 2004 el club iba a formar parte del Campeonato Brasileño de Serie C junto al Independente Esporte Clube, pero el registro del club no se hizo a tiempo ante la Federación Amapaense de Fútbol, por lo que no compite en torneos profesionales desde entonces.

## Palmarés
- Campeonato Amapaense (1): 1998